# Llauto

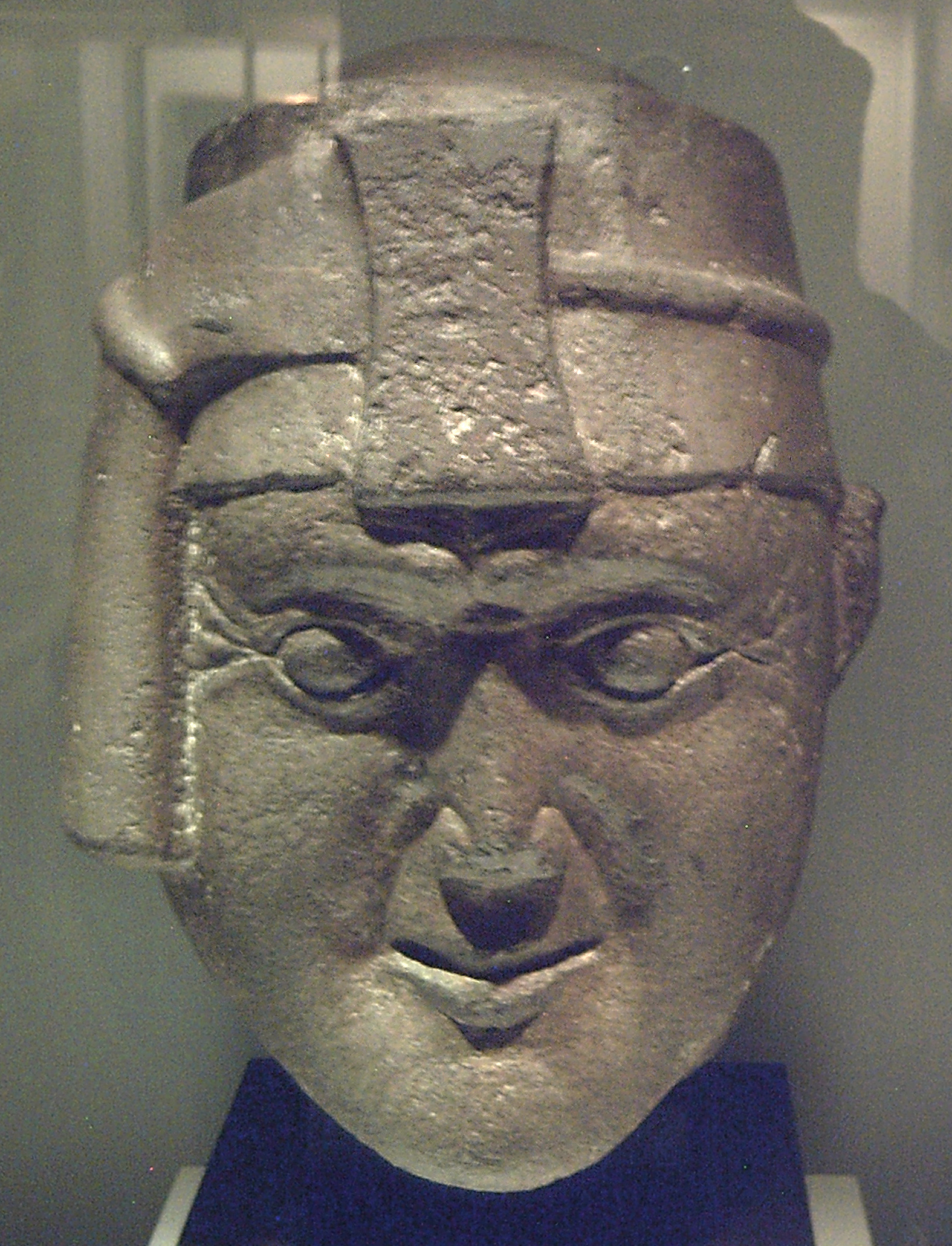
Llauto

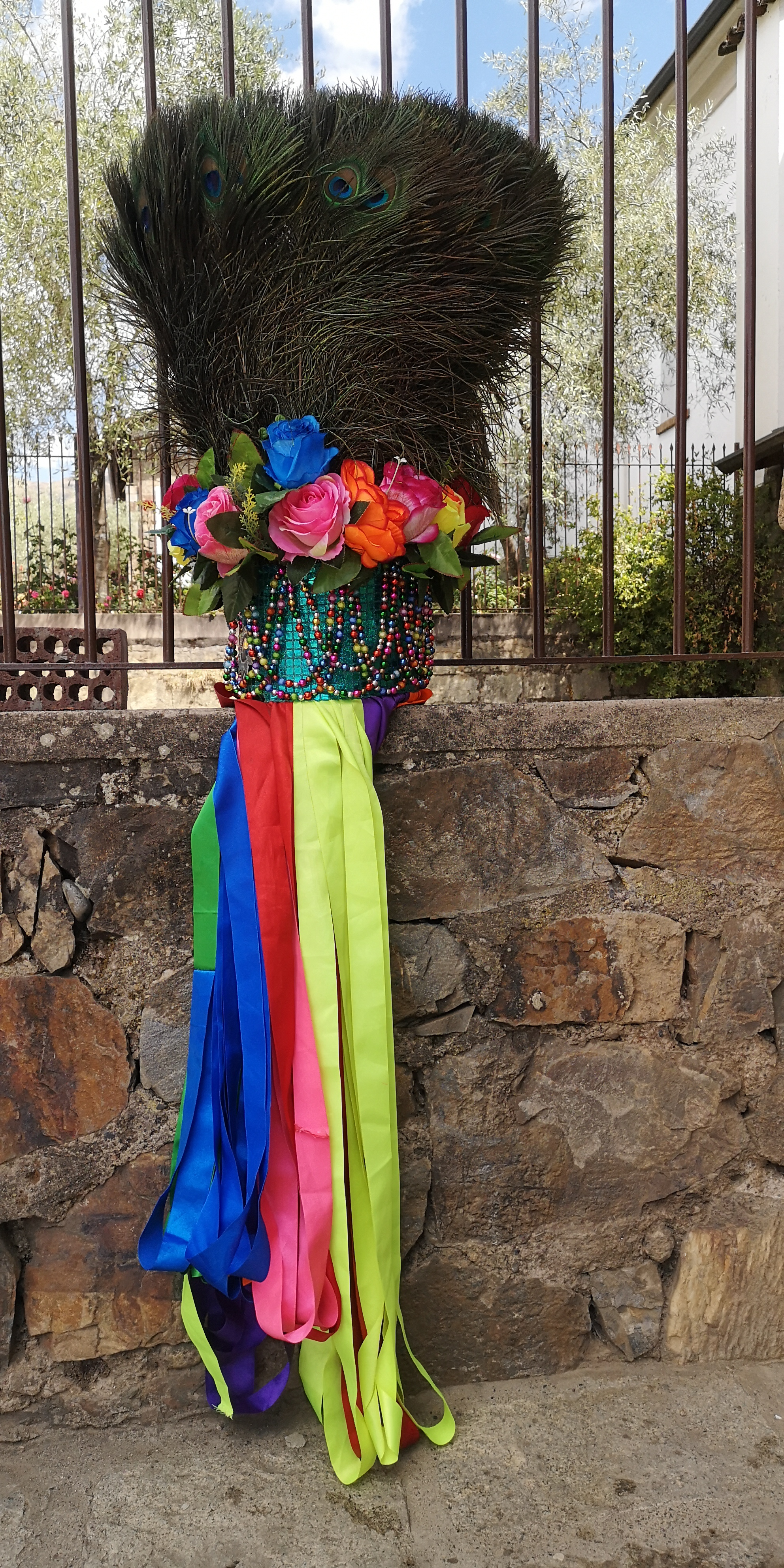
Llauto de la danza anti runa

El llauto era uno de los atuendos particulares de los gobernantes incas. 
Era una especie de turbante con los colores del Tahuantinsuyo, estaba tejido con pelo de vicuña, una especie de trenza de diferentes colores que daba cinco a seis vueltas a la cabeza y sujetaba sobre la frente una franja de lana, llamada mascaipacha, que junto con las plumas del korekenke (ave sagrada cuyo símbolo llevaba sobre la frente) y el topayauri (especie de cetro) constituían los atuendos particulares del Sapa Inca.
La danza anti runa practicada en Chacas, Áncash, hace uso del llauto femenino, consistente en un tocado con plumas de pavo real, perlas, flores y cintas de distintos colores que representan el arcoíris.